# Оттендорф-Окрилла
Оттендорф-Окрилла (нем. Ottendorf-Okrilla) — община в Германии, в земле Саксония. Подчиняется административному округу Дрезден. Входит в состав района Баутцен.  Население составляет 9866 человек (на 31 декабря 2010 года). Занимает площадь 25,88 км².
Коммуна подразделяется на 4 сельских округа.